# Itabashi-honchō station
Itabashi-honchō station (板橋本町駅 Itabashi-honchō eki?) är belägen längs Mitalinjen i Tokyos tunnelbana i Itabashi i nordöstra Tokyo, under korsningen av Nakasendo och Kannana-dori.